# Street Fighter II V
Street Fighter II V (ストリートファイターⅡ Ｖ Sutorīto Faitā Tsū Bui?), är en japansk TV-serie baserad på TV-spelsserien med samma namn. Serien regisserades av Gisaburō Sugii, som också regisserade den animerade filmen).
Serien sändes i Japan under perioden 10 april- 27 november 1995 i YTV. En  engelskspråkig dubbning producerades av Animaze och Manga Entertainment 1996, och släpptes i Australien och USA  på VHS 1997-1998. 1997 producerade ADV Films en engelskspråkig dubbning som släpptes i Storbritannien  på VHS. The Animaze-Manga dubbningen släpptes den 29 april 2003 i Nordamerika.
En mangaserie publicerades också 1995-1996.

## Handling
Efter att ha förlorat mot Guile ger sig de unga Ryu och Ken ut på äventyr, och ställs mot karaktärerna Chun-Li, Fei Long, Sagat och Dhalsim. De upptäcker snart M. Bisons brottssyndikat Shadowlaw.

### Fotnoter
1. ↑  uttalas "Street Fighter Two Vee".